# Vaire
Ne doit pas être confondu avec Vairé.
Pour les articles homonymes, voir Vaire (homonymie).
Vaire est, depuis le 1er juin 2016, une commune nouvelle française située dans le département du Doubs, la région culturelle et historique de Franche-Comté et la région administrative Bourgogne-Franche-Comté.
Elle est issue de la fusion des communes de Vaire-Arcier et de Vaire-le-Petit.

## Géographie
La commune nouvelle regroupe les communes de Vaire-Arcier et de Vaire-le-Petit.

### Climat
Pour des articles plus généraux, voir Climat de la Bourgogne-Franche-Comté et Climat du Doubs.
En 2010, le climat de la commune est de type climat de montagne, selon une étude du Centre national de la recherche scientifique s'appuyant sur une série de données couvrant la période 1971-2000. En 2020, Météo-France publie une typologie des climats de la France métropolitaine dans laquelle la commune est exposée à un climat semi-continental et est dans la région climatique Jura, caractérisée par une forte pluviométrie en toutes saisons (1 000 à 1 500 mm/an), des hivers rigoureux et un ensoleillement médiocre.
Pour la période 1971-2000, la température annuelle moyenne est de 10,8 °C, avec une amplitude thermique annuelle de 17,3 °C. Le cumul annuel moyen de précipitations est de 1 199 mm, avec 13,5 jours de précipitations en janvier et 10 jours en juillet. Pour la période 1991-2020, la température moyenne annuelle observée sur la station météorologique de Météo-France la plus proche, « Pouligney », sur la commune de Pouligney-Lusans à 6 km à vol d'oiseau, est de 10,9 °C et le cumul annuel moyen de précipitations est de 1 214,6 mm. 
La température maximale relevée sur cette station est de 40 °C, atteinte le 25 juillet 2019 ; la température minimale est de −23 °C, atteinte le 20 décembre 2009,,.
Les paramètres climatiques de la commune ont été estimés pour le milieu du siècle (2041-2070) selon différents scénarios d'émission de gaz à effet de serre à partir des nouvelles projections climatiques de référence DRIAS-2020. Ils sont consultables sur un site dédié publié par Météo-France en novembre 2022.

### Voies de communication et transports
La commune est desservie par les lignes  74  et  75  du réseau de transport en commun Ginko.

## Urbanisme

### Typologie
Au 1er janvier 2024, Vaire est catégorisée bourg rural, selon la nouvelle grille communale de densité à 7 niveaux définie par l'Insee en 2022.
Elle appartient à l'unité urbaine de Roche-lez-Beaupré, une agglomération intra-départementale dont elle est une commune de la banlieue,. Par ailleurs la commune fait partie de l'aire d'attraction de Besançon, dont elle est une commune de la couronne,. Cette aire, qui regroupe 310 communes, est catégorisée dans les aires de 200 000 à moins de 700 000 habitants,.

## Histoire
Par un arrêté du 12 mai 2016, la commune nouvelle de Vaire est créée par la fusion de Vaire-Arcier et  Vaire-le-Petit. Cette fusion prend effet le 1er juin 2016. Vaire-Arcier en est le chef-lieu.

## Politique et administration

### Liste des maires
| Période       | Période  | Identité           | Étiquette | Qualité                                |
| ------------- | -------- | ------------------ | --------- | -------------------------------------- |
| 1er juin 2016 | mai 2020 | Jean-Noël Besançon | DVG       | Agriculteur retraité                   |
| mai 2020      | En cours | Valérie Maillard   | LR        | Conseillère départementale depuis 2021 |

### Anciennes communes
| Nom                  | Code Insee | Intercommunalité            | Superficie (km2) | Population (dernière pop. légale) | Densité (hab./km2) |
| -------------------- | ---------- | --------------------------- | ---------------- | --------------------------------- | ------------------ |
| Vaire-Arcier (siège) | 25575      | CU Grand Besançon Métropole | 12,78            | 553 (2014)                        | 43                 |
| Vaire-le-Petit       | 25576      | CU Grand Besançon Métropole | 1,26             | 236 (2014)                        | 187                |

## Population et société

### Démographie
L'évolution du nombre d'habitants est connue à travers les recensements de la population effectués dans la commune depuis sa création.

En 2022, la commune comptait 805 habitants, en évolution de +0,5 % par rapport à 2016 (Doubs : +1,88 %, France hors Mayotte : +2,11 %).
| 2015 | 2020 | 2022 |
| ---- | ---- | ---- |
| 799  | 801  | 805  |

## Culture locale et patrimoine

### Lieux et monuments
- Le château et jardin à la française de Vaire  Inscrit MH (2012)
- La tuilerie de Vaire-le-Petit, du XVIIe siècle,  Inscrit MH (2001) récemment rénovée et officiellement ré-inaugurée le 19 juin 2010.
- L'église Saint-Pierre-et-Saint-Paul.
- La chapelle des sources d'Arcier.

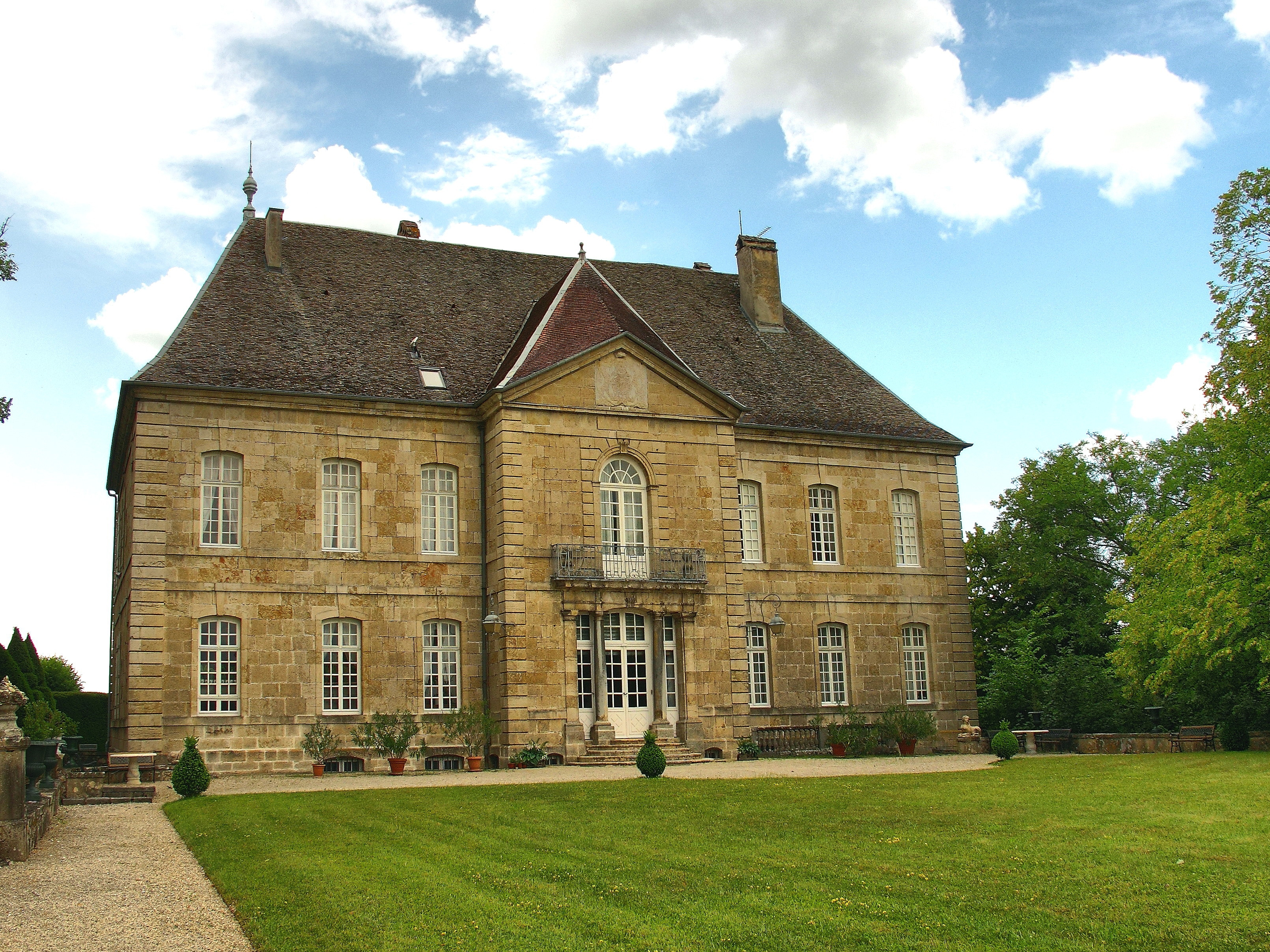
Château de Vaire (façade est).
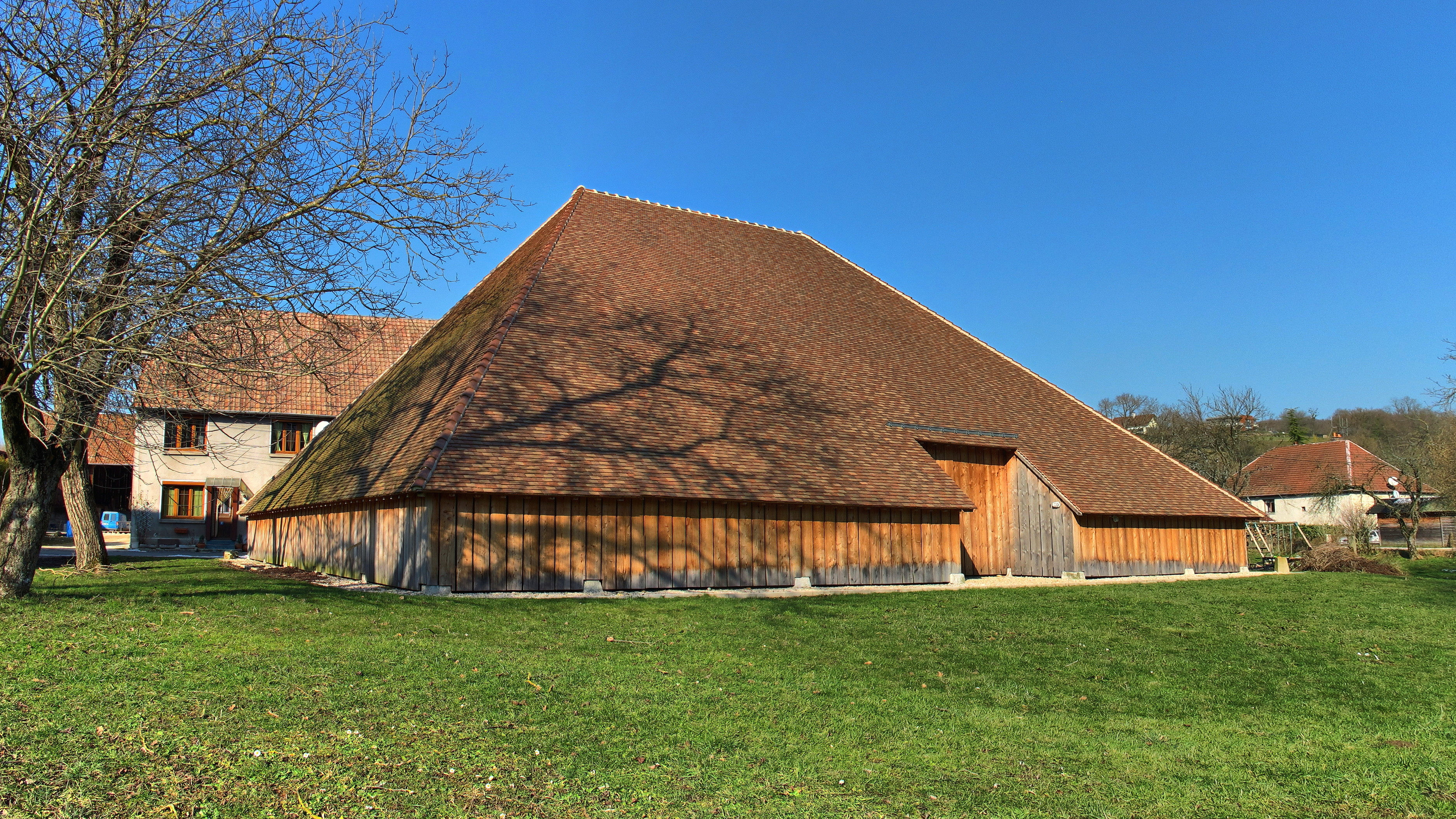
Tuilerie de Vaire-le-Petit.
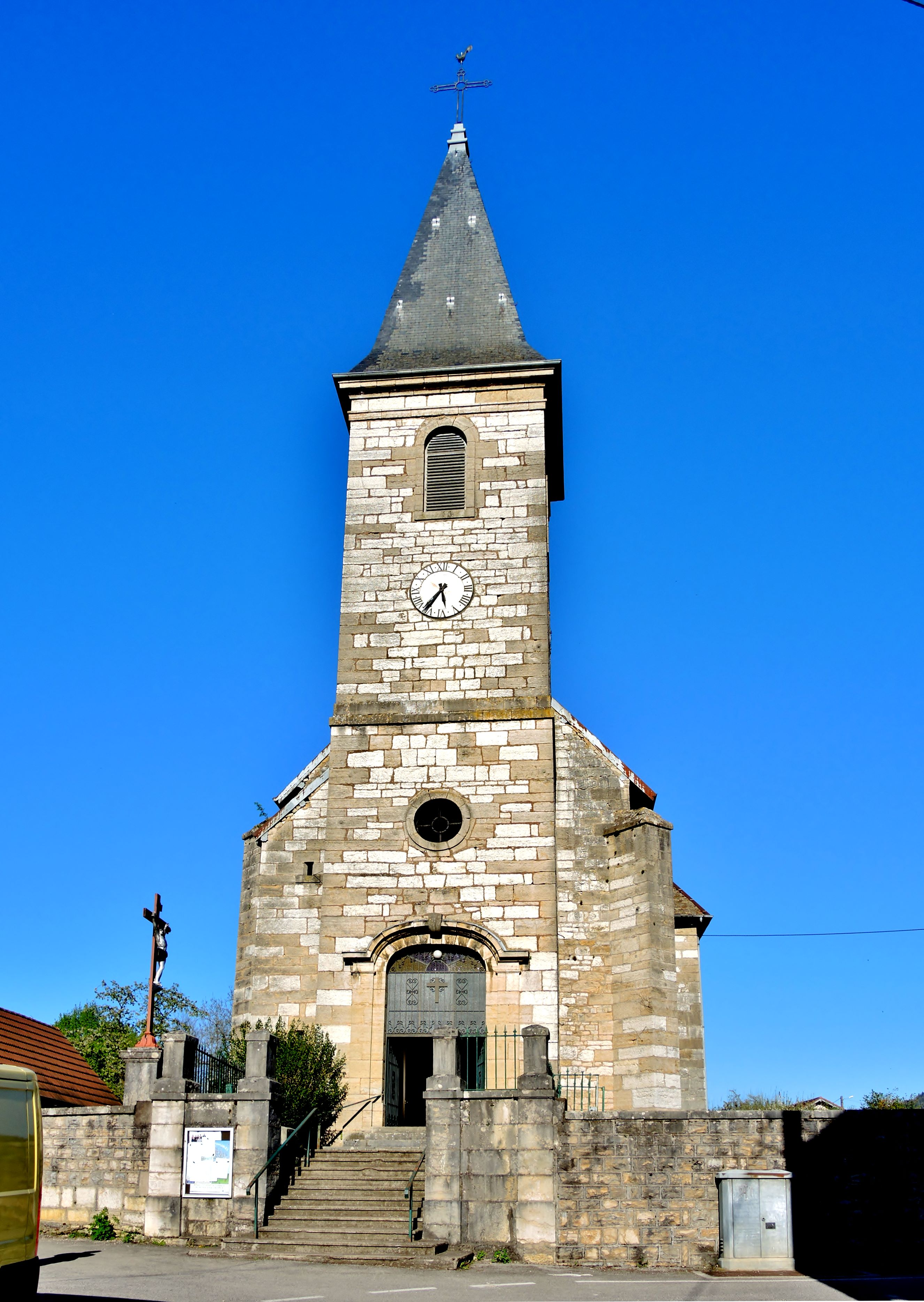
L'église de Vaire.
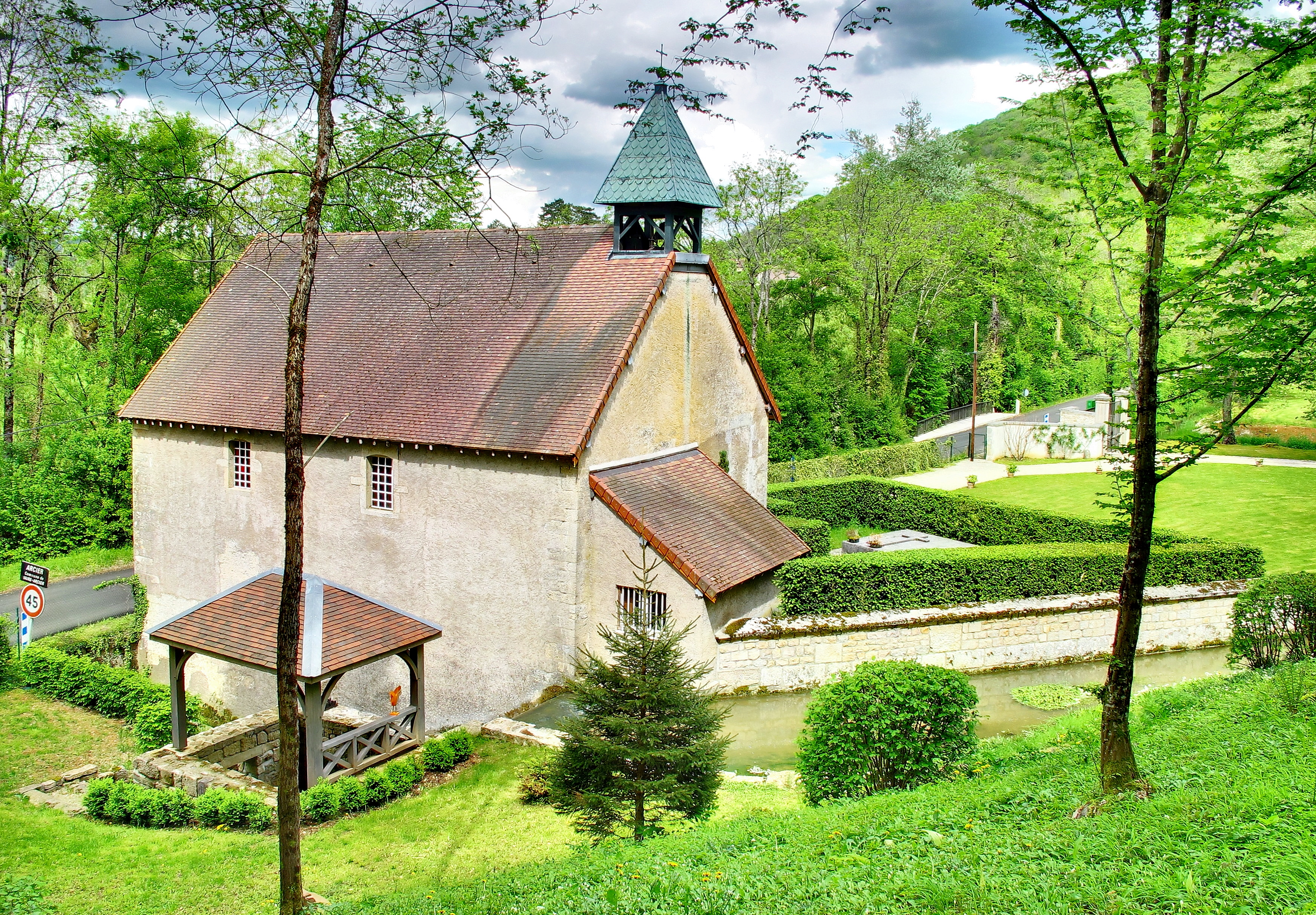
la chapelle d'Arcier.

- Les sources d'Arcier constituées de trois importantes sources karstiques émergentes et les vestiges de l'aqueduc romain.
- La vallée du Doubs avec le pont.

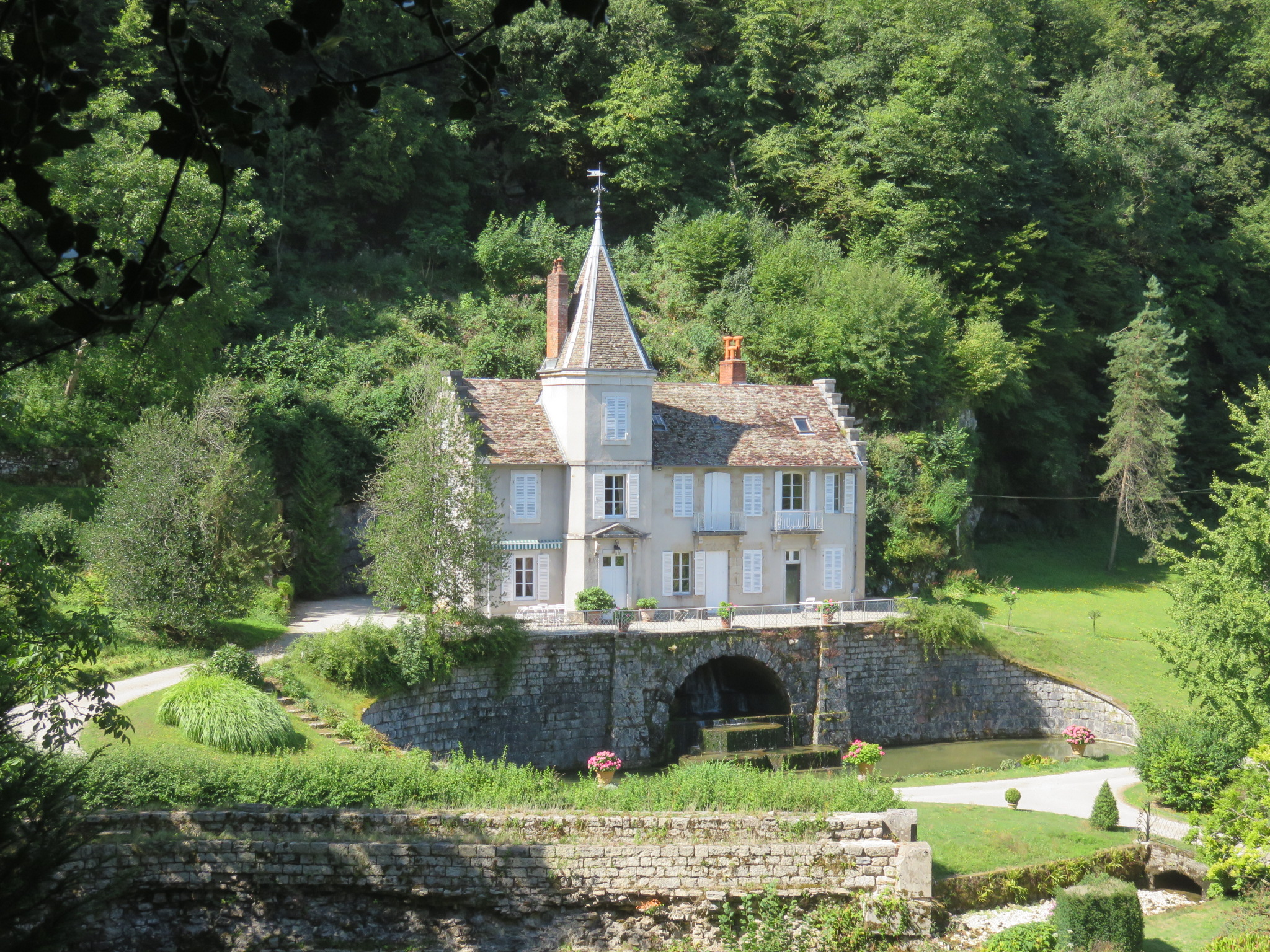
Sources d'Arcier.
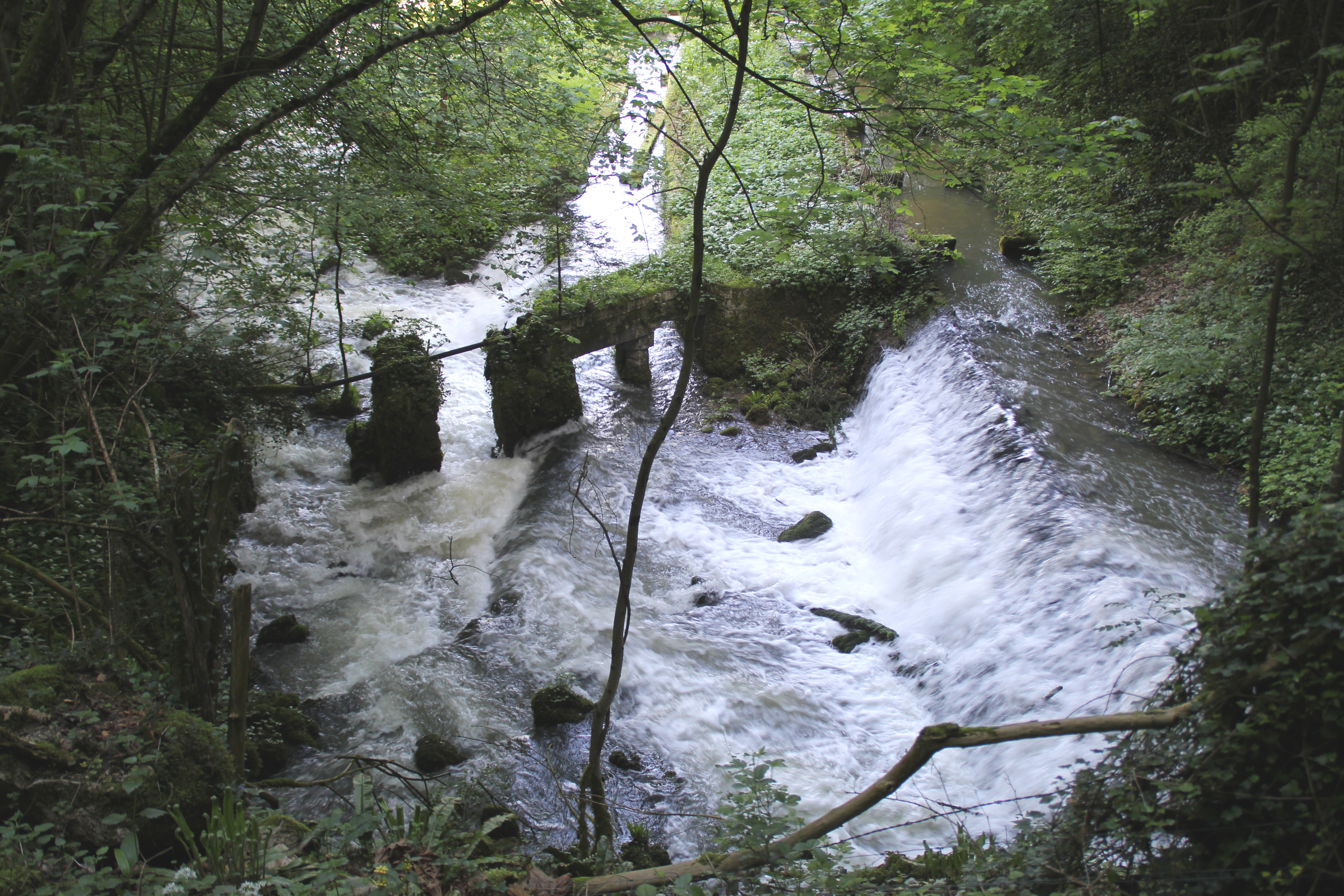
Sources d'Arcier.
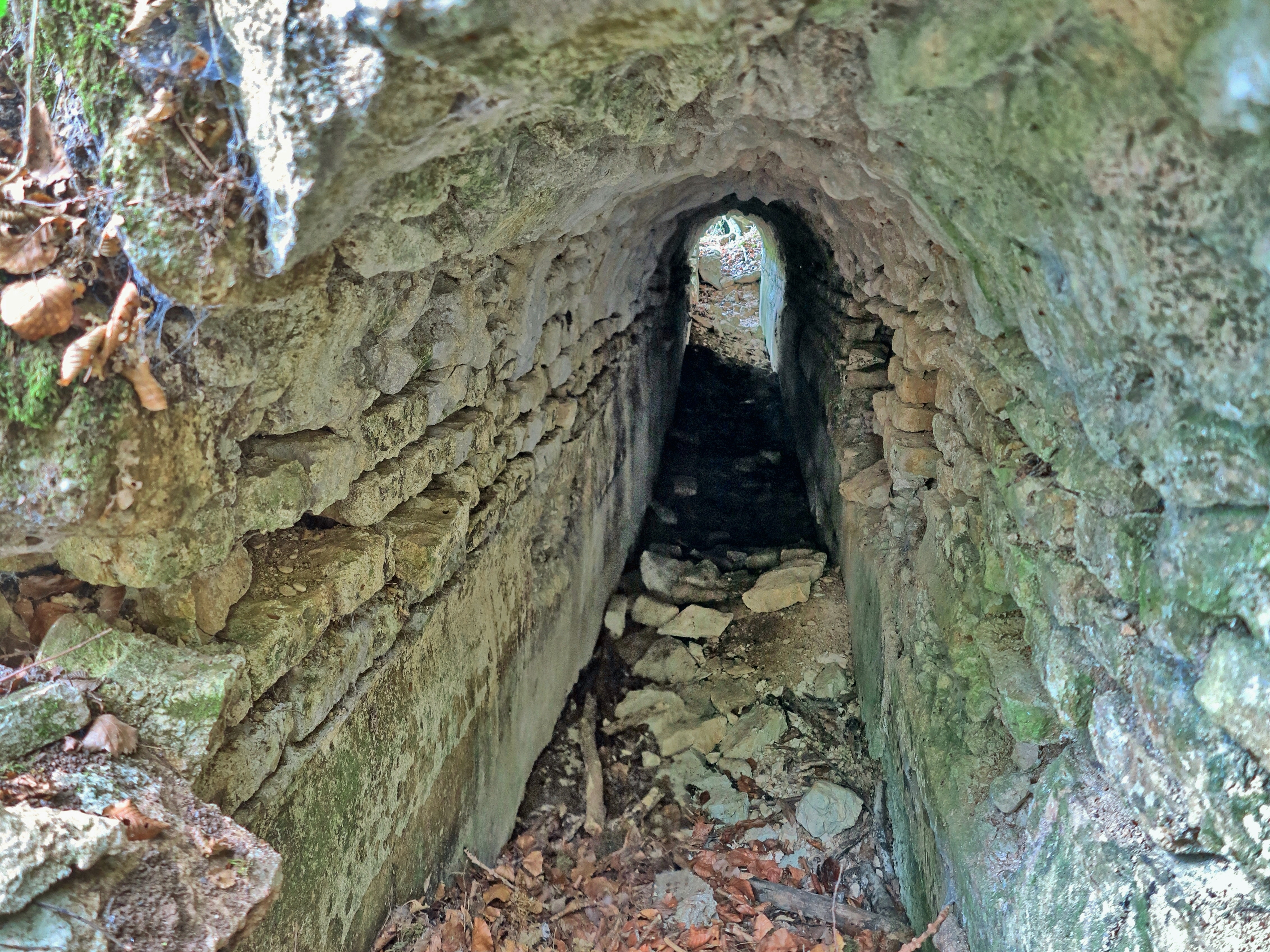
Vestiges de l'aqueduc romain.
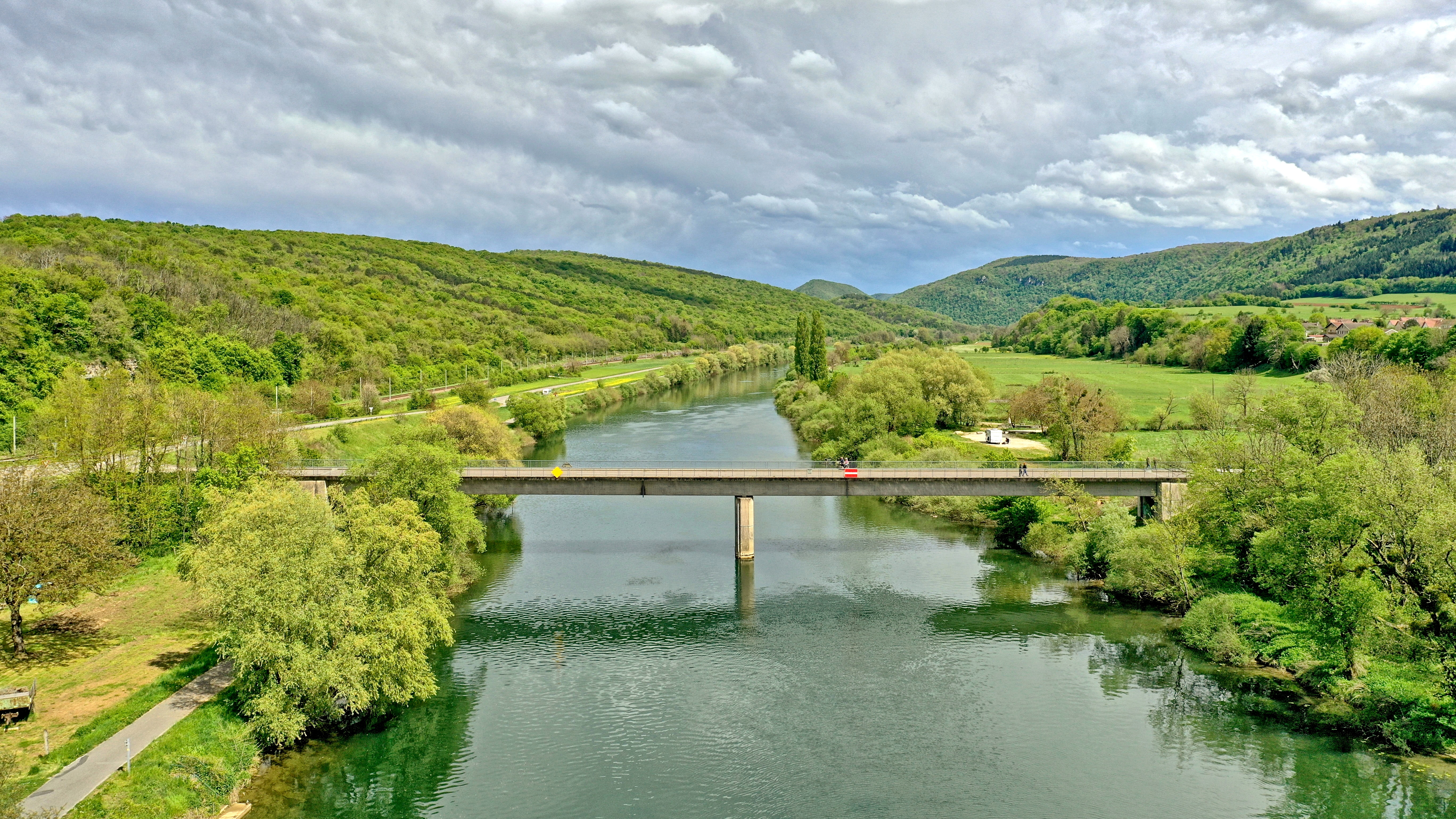
Le pont sur le Doubs.

- Le Pavillon Saint-Marc à Arcier